# Lönnmalmätare
Lönnmalmätare (Eupithecia inturbata) är en fjärilsart som beskrevs av Jacob Hübner 1814/17. Lönnmalmätare ingår i släktet Eupithecia och familjen mätare. Arten är reproducerande i Sverige. Inga underarter finns listade i Catalogue of Life.

## Bildgalleri

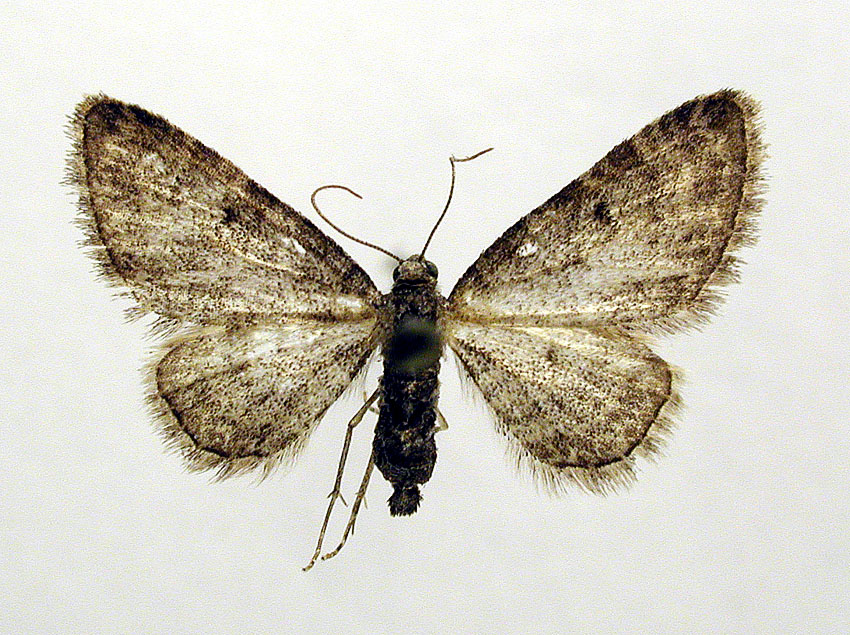
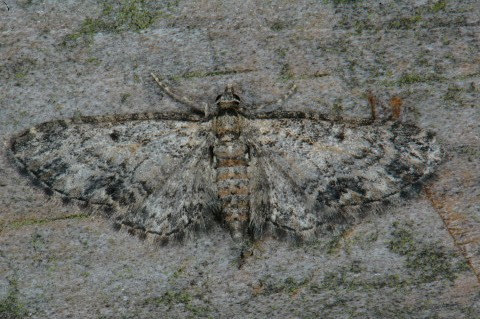
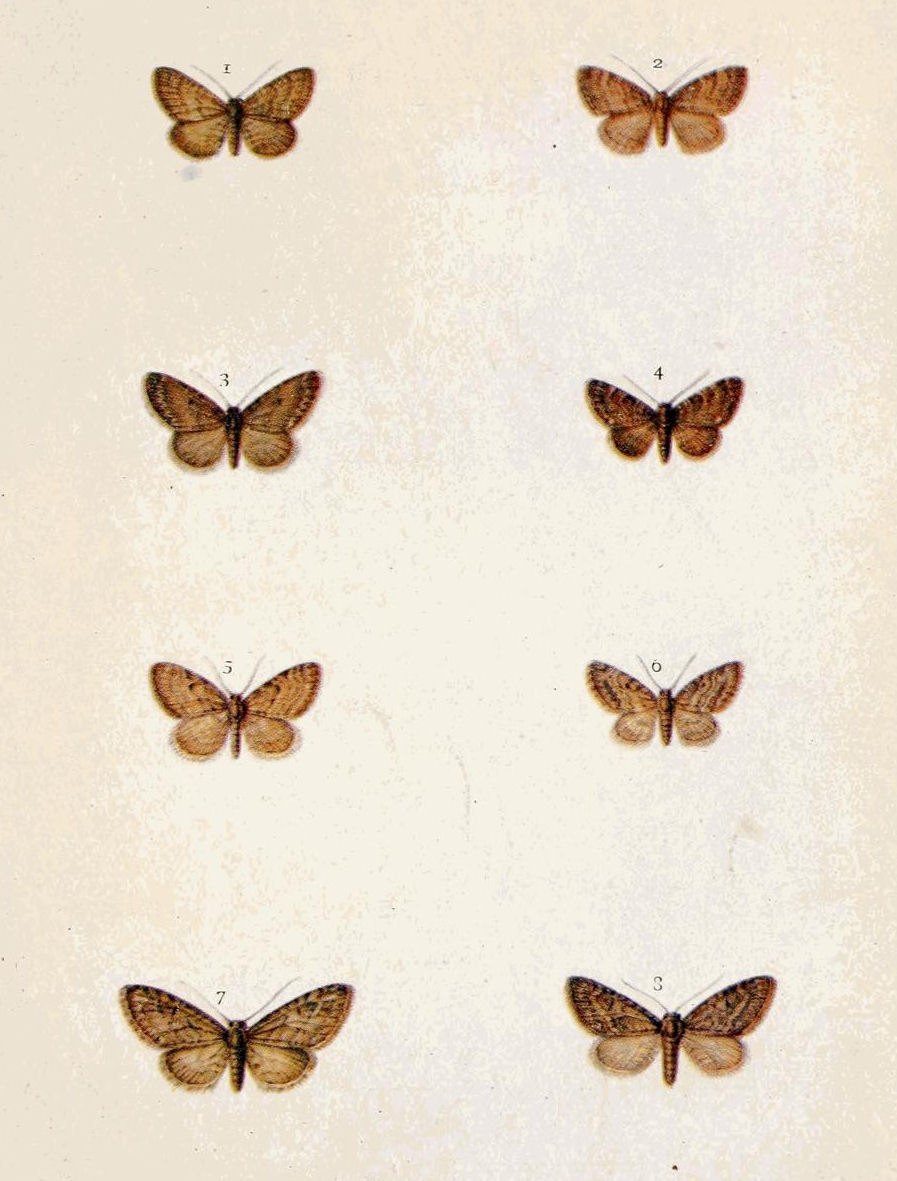